# الطاقة الشمسية في الولايات المتحدة
تتضمن فكرة الطاقة الشمسية في الولايات المتحدة توليد الطاقة الكهربائية من الشمس تحت إطار المنفعة إضافةً إلى التوليد الموزّع للطاقة، معظمها من الألواح الشمسية المركّبة على الأسطح. حتى نهاية عام 2017، ولّدت الولايات المتحدة من الكهرباء ما يزيد عن 50 غيغا واط من الكهرباء عبر الخلايا الكهروضوئية. في عام 2018، ولدت الولايات المتحدة 66.6 تيرا واط ساعي من الكهرباء باستخدام الطاقة الشمسية على النطاق المنفعي، ما يشكل 1.66% من استخدام الدولة من الكهرباء. خلال نفس الفترة الزمنية، بلغ معدل توليد الكهرباء الكلّي عبر الطاقة الشمسية -بالإضافة إلى توليد الطاقة الشمسية على نطاق ضيق- 96.1 تيرا واط ساعي، ما يشكل 2.3% من مجمل حاجة الولايات المتحدة من الكهرباء. بحلول عام 2017، احتلت الولايات المتحدة الأمريكية المرتبة الثانية عالميًا بعد الصين من حيث الطاقة المركّبة التراكمية. في عام 2016، كان 39% من مجموع الطاقة المولّدة حديثًا من الطاقة الشمسية، متقدمة بدورها على الغاز الطبيعي (29%). بحلول عام 2015، تجاوز عدد وظائف العاملين في قطاع توليد الطاقة الشمسية نظيره من العاملين في الغاز والنفط إضافة إلى الفحم في الولايات المتحدة. في عام 2016، بلغ عدد العاملين في قطاع الطاقة الشمسية ما يزيد عن 260 ألف عامل أمريكي.
أجرت الولايات المتحدة الكثير من الأبحاث فيما يخص توليد الكهرباء من الخلايا الضوئية وصبّت تركيزها على الطاقة الشمسية. تُعد الولايات المتحدة إحدى دول العالم الرائدة في مجال توليد الطاقة الكهربائية من الشمس، وتقع العديد من أضخم المنشآت في العالم لتوليد الكهرباء على نطاق واسع في الصحراء الجنوبية الغربية. تُعد محطات «أنظمة إنتاج الكهرباء من الطاقة الشمسية» (SEGS) الواقعة في ولاية كاليفورنيا أقدم حقل لتوليد الطاقة الشمسية في العالم بسعة تبلغ 354 ميغا واط. محطة «إيفانباه» للطاقة الشمسية في كاليفورنيا هي مشروع لتوليد الطاقة الشمسية المركزة، تستخدم فيه المرايا أو العدسات لتركيز مساحة كبيرة من ضوء الشمس على مساحة صغيرة، وتقع في صحراء موهافي، 40 ميلًا (64 كم) جنوب غرب ولاية لاس فيغاس، بسعة توليد إجمالية تبلغ 392 ميغا واط. تقع محطة توليد سولانا للطاقة الشمسية بالقرب من مقاطعة غيلا بيند، أريزونا، حوالي 70 ميلا (110 كم) جنوب غرب فينيكس، تم بناؤها عام 2013 وتنتج الكهرباء بمعدل إجمالي يبلغ 280 ميغا واط. عند الانتهاء من بنائها، كانت المنشأة الأسطوانية الأضخم في العالم، وأول محطة توليد للطاقة الكهربائية في الولايات المتحدة لتخزين الطاقة الحرارية عبر الملح المنصهر.
هناك مخططات لبناء محطات شمسية أكبر في الولايات المتحدة. حددت العديد من الولايات حاجتها من الطاقة المتجددة بالنسبة للفرد، مع تضمين الطاقة الشمسية ضمن الحاجات بنسب مختلفة. تخطط ولاية هاواي إلى استخدامها للطاقة المتجددة بمعدل 100% مع حلول عام 2045. وقع حاكم ولاية كاليفورنيا جيري براون على مشروع قانون يفرض على المرافق في كاليفورنيا تحقيق إمداداتها من الكهرباء عبر مصادر خالية من الكربون بحلول عام 2045 (بما فيها 60% من مصادر الطاقة المتجددة بحلول عام 2030).
- بوابة طاقة
- بوابة هندسة تطبيقية
- بوابة علم البيئة

## تاريخ
زاد معدل توليد الكهرباء عبر الطاقة الشمسية في الولايات المتحدة وبقية أنحاء العالم بوتيرة قياسية في عام 2008 تبعًا لتقارير صناعية. وجدت رابطة صناعات الطاقة الشمسية في الولايات المتحدة في تقريرها السنوي لعام 2008 ازدياد سعة الكهرباء المولّدة عبر الطاقة الشمسية بنسبة 17% عن عام 2007، لتصل إلى مكافئ إجمالي يقدّر بـ 8.775 ميغا واط. ترفع جمعية صناعات الطاقة الشمسية تقارير حول جميع أنواع الطاقة الشمسية، وفي عام 2007، أنتجت الولايات المتحدة 342 ميغا واط من الكهرباء عبر الخلايا الشمسية، و139 ميغا واط حراري من السخانات الشمسية، و762 ميغا واط حراري من تسخين المياه بالطاقة الشمسية، و21 ميغا واط حراري من التدفئة والتبريد عبر الطاقة الشمسية.
أظهر تقرير آخر عام 2008 نشرته شركة الأبحاث والنشر «كلين إيدج» ومنظمة «أمريكا الخضراء» اللاربحية قدرة ازدياد إسهام الطاقة الشمسية بنسبة 10% من مجمل احتياجات الطاقة الوطنية بحلول عام 2025، بقرابة نحو 2% من الكهرباء قادمة من أنظمة تركيز الطاقة الشمسية، بينما ستسهم أنظمة الخلايا الشمسية بما يزيد عن نسبة 8% من نسبة الكهرباء في البلاد. استُمدّت هذه الأرقام من قرابة 50 ألف ميغا واط من الكهرباء المولّدة عبر أنظمة توليد الكهرباء بالطاقة الشمسية، وأكثر من 6600 ميغا واط من أنظمة تركيز الطاقة الشمسية. أشارت التقارير إلى أن تكلفة إنتاج الكيلو واط الساعي من الكهرباء المولدة عبر أنظمة الخلايا الشمسية كانت في انخفاض، في حين أصبحت الكهرباء المولدة عبر الوقود الأحفوري أكثر غلاءً. نتيجة لذلك، يتوقع التقرير وصول تكلفة توليد الكهرباء عبر الطاقة الشمسية إلى تكافؤ في التكلفة مع أنظمة توليد الطاقة التقليدية في سوق الولايات المتحدة بحلول عام 2015. للوصول إلى هدف الـ 10%، على شركات الخلايا الشمسية جعل الطاقة الشمسية تعمل بتكنولوجيا «التوصيل والتشغيل»، أي معنى أبسط، نشر أنظمة الطاقة الشمسية. يركز المقال أيضًا على أهمية تقنيات «الشبكة الذكية» في المستقبل.
وفقًا لدراسة أجرتها جمعية صناعات الطاقة الشمسية وشركة «غرين-تيك ميديا»، فإن 878 ميغا واط من سعة الخلايا الشمسية و78 ميغا واط من أنظمة تركيز الطاقة الشمسية رُكّبت في الولايات المتحدة عام 2010، ما يكفي لتزويد قرابة 200 ألف منزل بالكهرباء. إضافة إلى ذلك، اقتنى أكثر من 65 ألف منزل ومؤسسة تجارية أنظمة لتسخين المياه باستخدام الطاقة الشمسية، ما كان ضعف الـ 435 ميغا واط التي من سعة التوليد التي ركبتها الولايات المتحدة في عام 2009.
وجد استطلاع مستقل أجرته شركة كيلتون للأبحاث عام 2011 أن 9 من بين كل 10 أمريكيين يدعمون استخدام وتطوير تقنيات الطاقة الشمسية. أشار 8 أشخاص من بين كل 10 من المشاركين في الاستطلاع إلى ضرورة دعم الحكومة الفدرالية لصناعات الطاقة الشمسية وعليها تزويد تقنيات الطاقة الشمسية بالدعم الفدرالي. وفقًا لإدارة معلومات الطاقة الأمريكية، بلغ الدعم الفدرالي والمنح المالية لصالح مشاريع الطاقة الشمسية 4.4 مليار دولار في السنة المالية لعام 2013، ما يزيد بمقدار 27% عن إجمالي الدعم المالي المُقدم لإنتاج الكهرباء. لا يشمل الرقم السابق الإنفاق الحكومي والمحلي.
وجدت كل من جمعية صناعات الطاقة الشمسية وشركة «غرين-تيك ميديا» أن مقدار سعة الكهرباء المولّدة باستخدام تقنيات الطاقة الشمسية زادت بمقدار 76% منذ عام 2011 إلى 2012، ما رفع حصة سوق الولايات المتحدة الأمريكية من إنتاج الطاقة الشمسية في العالم بما يزيد عن نسبة 10%، أكثر مما كانت عليه منذ سبع سنوات بنحو 5 إلى 7%. تبعًا لإدارة معلومات الطاقة الأمريكية، فإن أنظمة توليد الكهرباء بالطاقة الشمسية وزعت في شهر سبتمبر من عام 2014  12.303 غيغا واط ساعي من الكهرباء في شبكة الولايات المتحدة. ما يعني زيادة تبلغ نسبة 100% عن مثيلتها في العام السابق 2013 (6,048 غيغاواط). ازداد عدد المنازل المزودة بأنظمة الطاقة الشمسية بسرعة كبيرة؛ من 30 ألف في عام 2006 إلى 1.3 مليون في عام 2016، مع توقّع دراسة أجرتها وزارة الطاقة الأمريكية وصول الرقم إلى 3.8 مليون منزل بحلول عام 2020.
أظهرت مقالة عام 2015 أن المرافق الخدمية في الولايات المتحدة قادت حملة لم تنجح إلى حد كبير تهدف إلى إبطاء نشر الطاقة الشمسية في البلاد.
زاد معدل الوظائف في قطاع الطاقة الشمسية ضمن الولايات المتحدة إلى أكثر من الضعف خلال القرن المنصرم، بزيادة بلغت 153% منذ عام 2010 بتوظيف مباشر لـ  242.343 عاملًا في القطاع الصناعي. شهد القطّاع خسائر في الوظائف في عامي 2017 و 2018، والتي ألقت منظمات الأبحاث باللوم فيها على تعريفات إدارة ترامب الجمركية.

## معرض صور

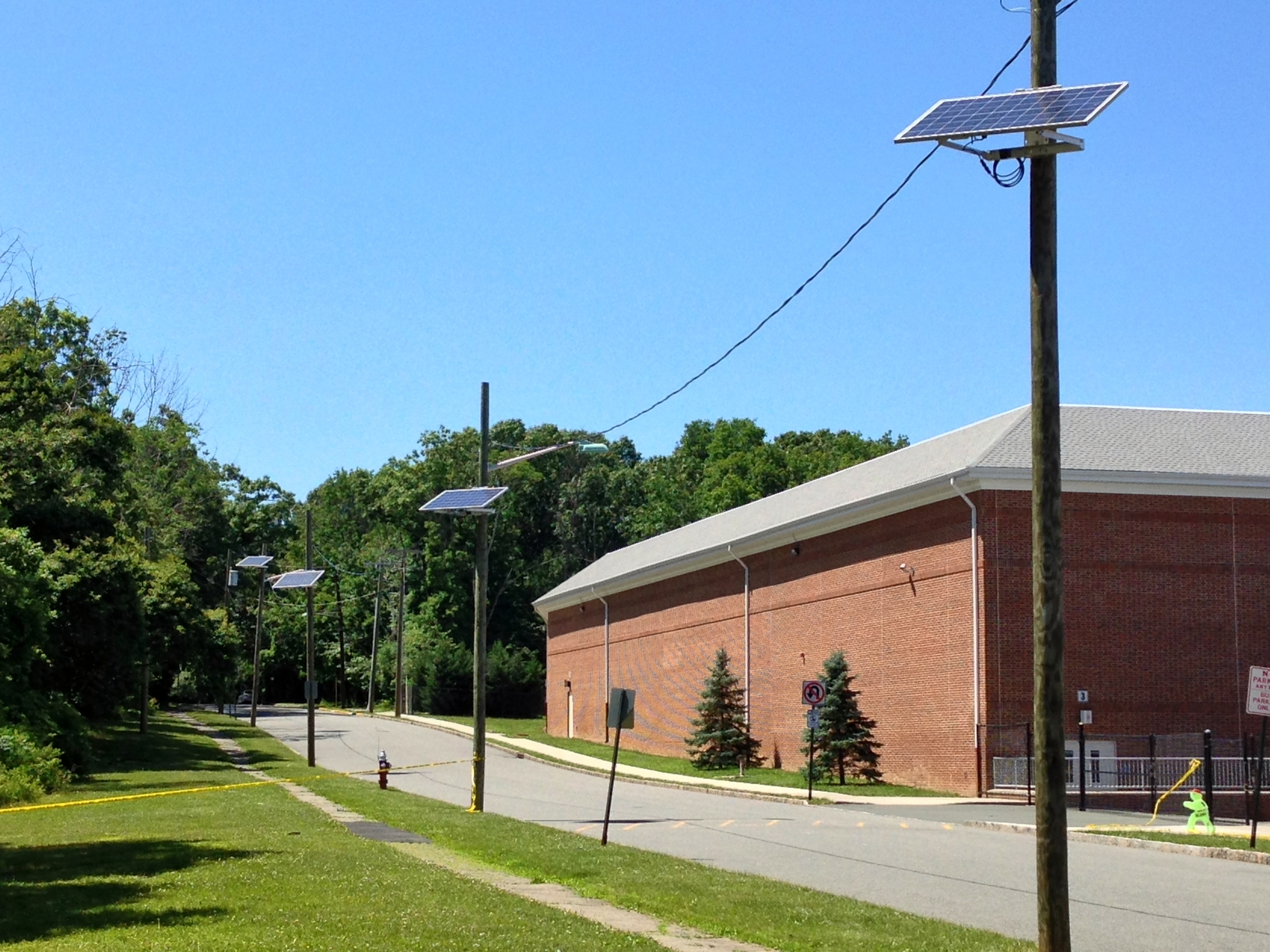
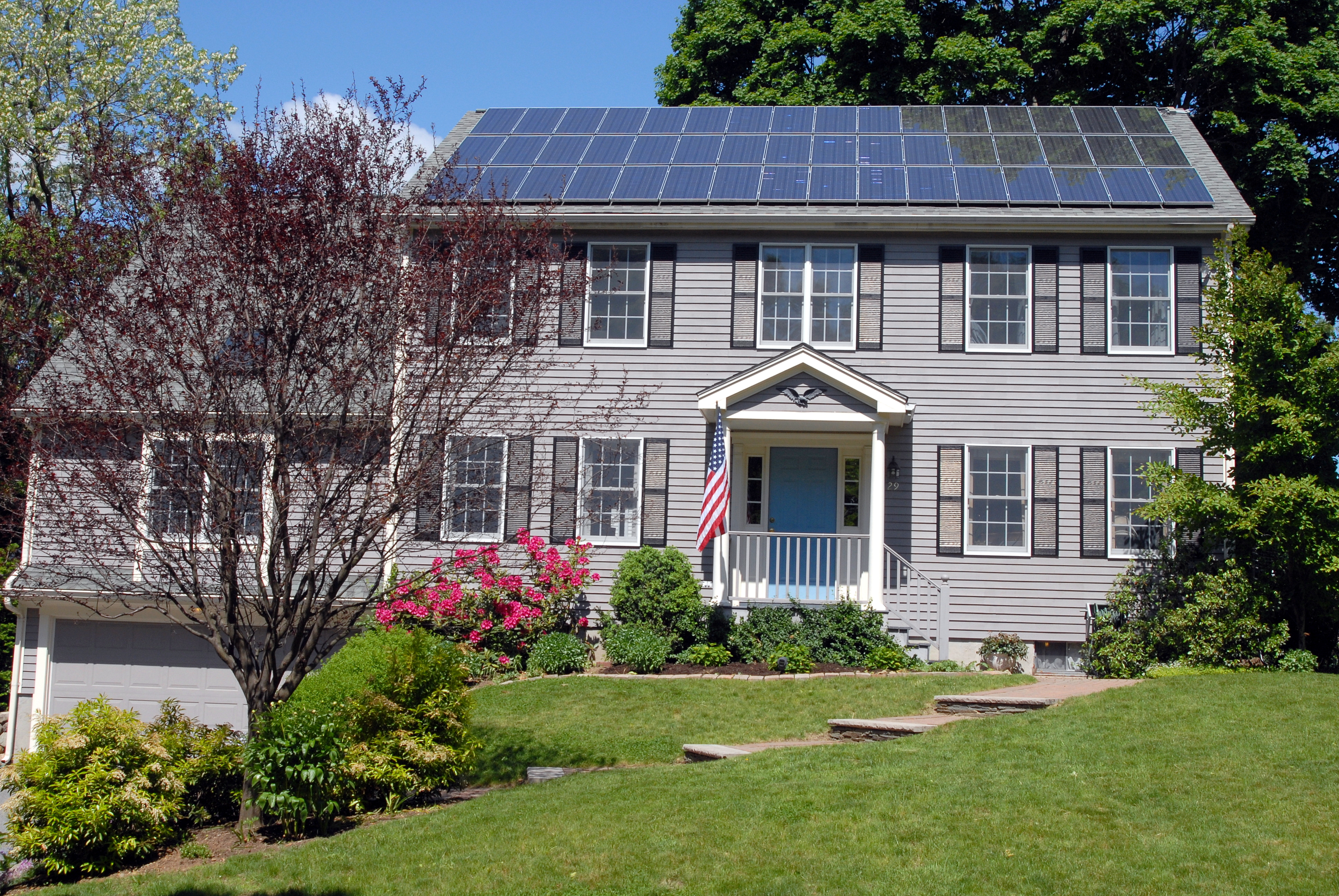
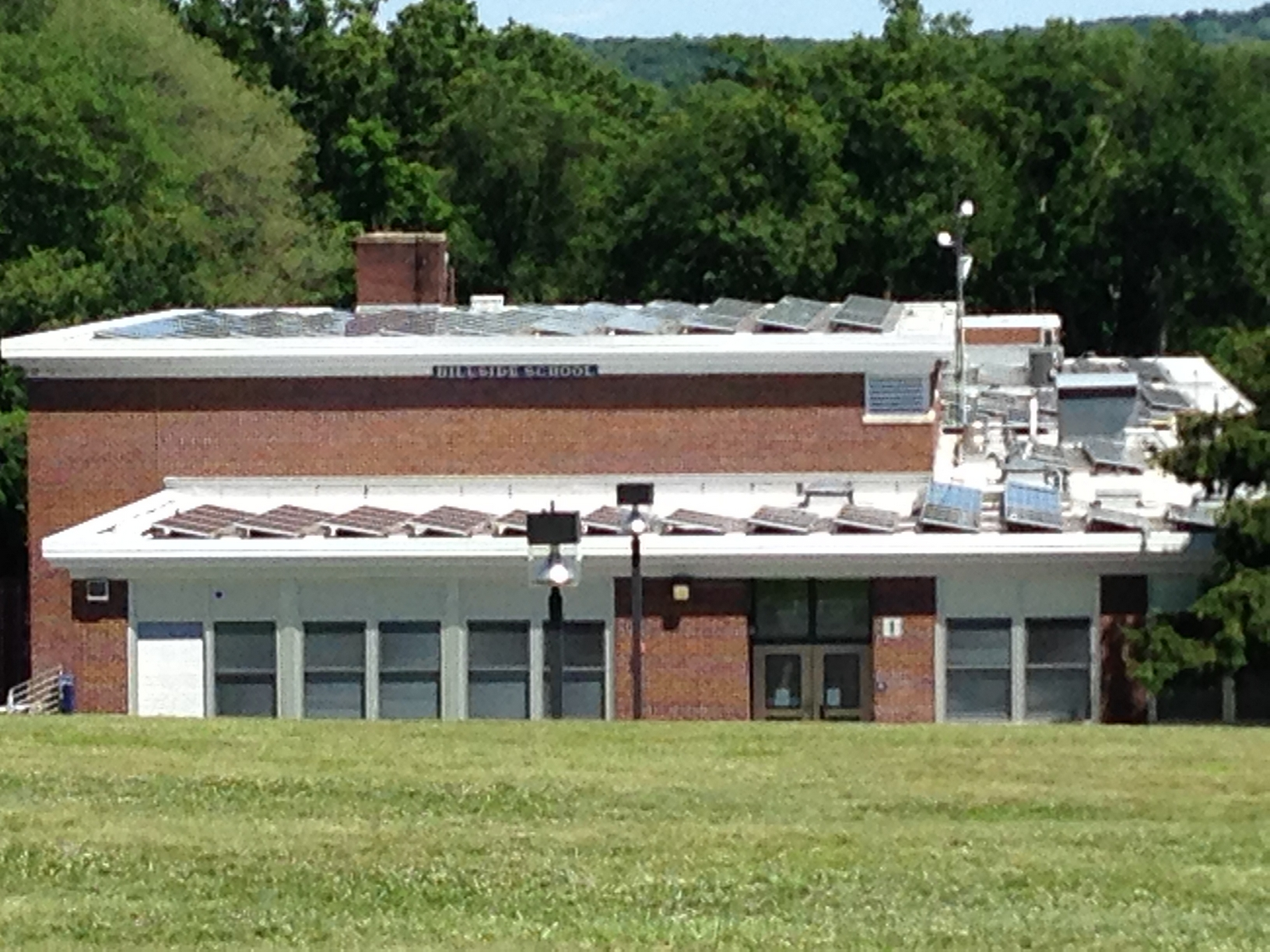
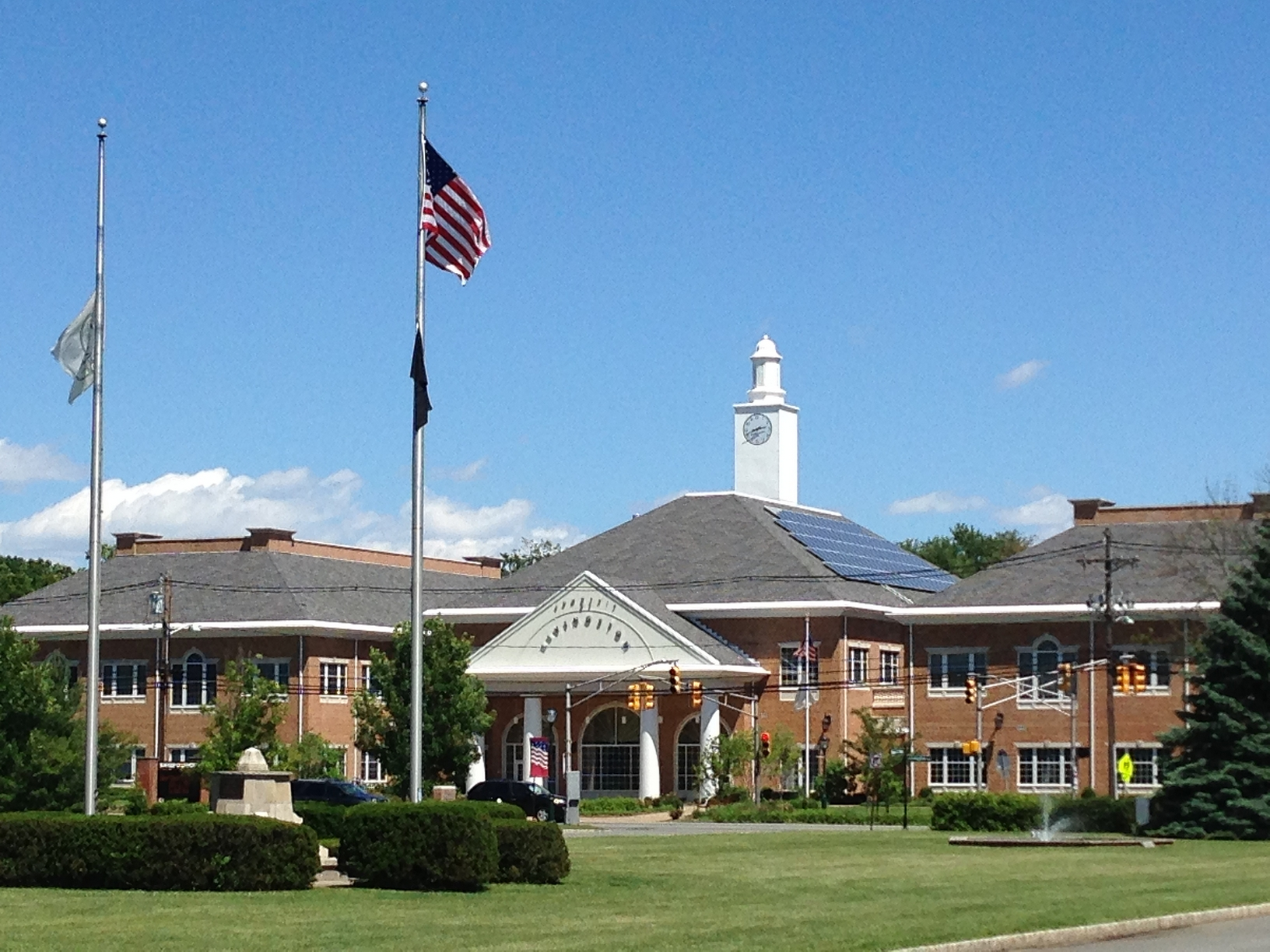